# Трипілля (Бахмутський район)
Трипі́лля — село Соледарської міської громади Бахмутського району Донецької області в Україні.
Поблизу села розташована геологічна пам'ятка природи місцевого значення Печера Трипільська.

## Історія
Засноване під час Руїни, у 70-ті роки XVII ст. переселенцями з міста Трипілля на Дніпрі, спаленого 1675 року. За даними 1859 року тут існувало два поселення: 
- Трипілля, панське село, над річкою Мокра Плотва, 63 господи, 391 особа
- Преображенське (Соколівка), панське село, над річкою Мокра Плотва, 22 господи, 131 особа.[1]

26 січня 2015 року при виконанні бойового завдання біля Трипілля загинув старшина 26-ї артилерійської бригади Чеславський Володимир Едвардович
Під час АТО у боях біля Трипілля брали участь мобілізовані з дніпровського Трипілля, завдяки чому там дізналися про існування ще одного села з такою назвою та його історію. 
12 травня 2022 року під час виконання бойового завдання біля Трипілля загинув стрілець Шпірін Дмитро Вікторович 